# Église du Saint-Ange-Gardien de La Havane

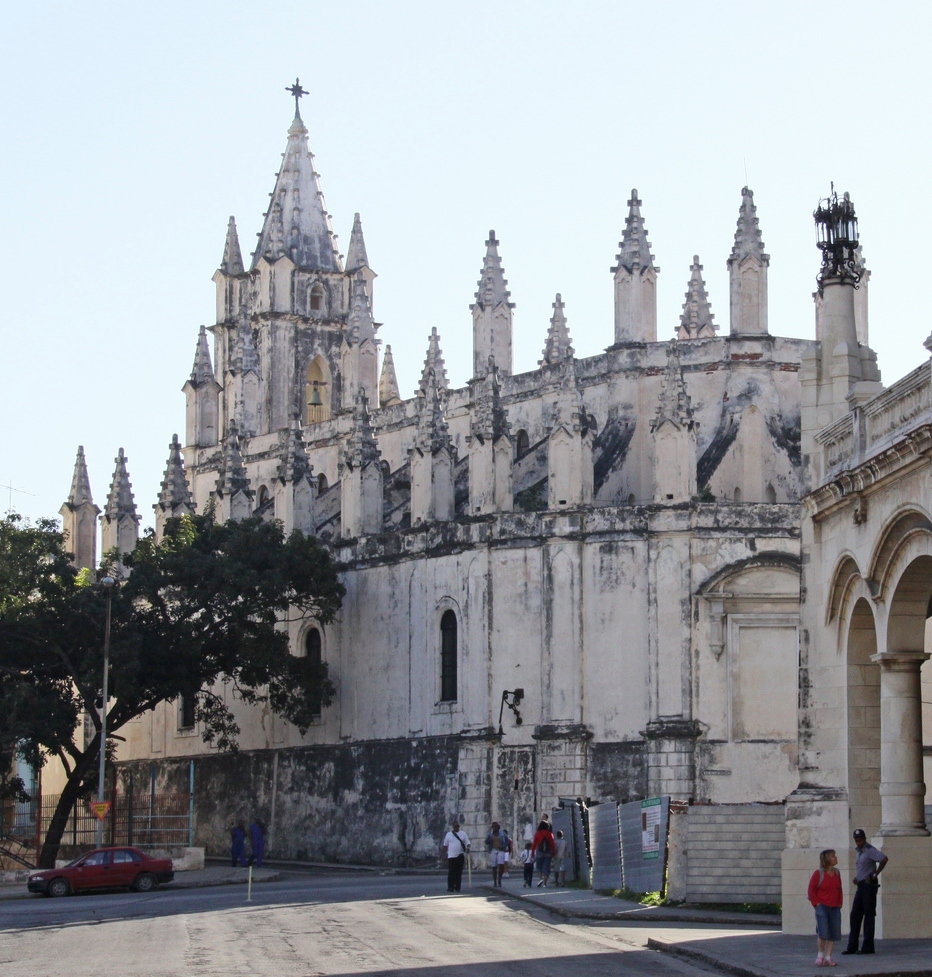
Le flanc de l'église.

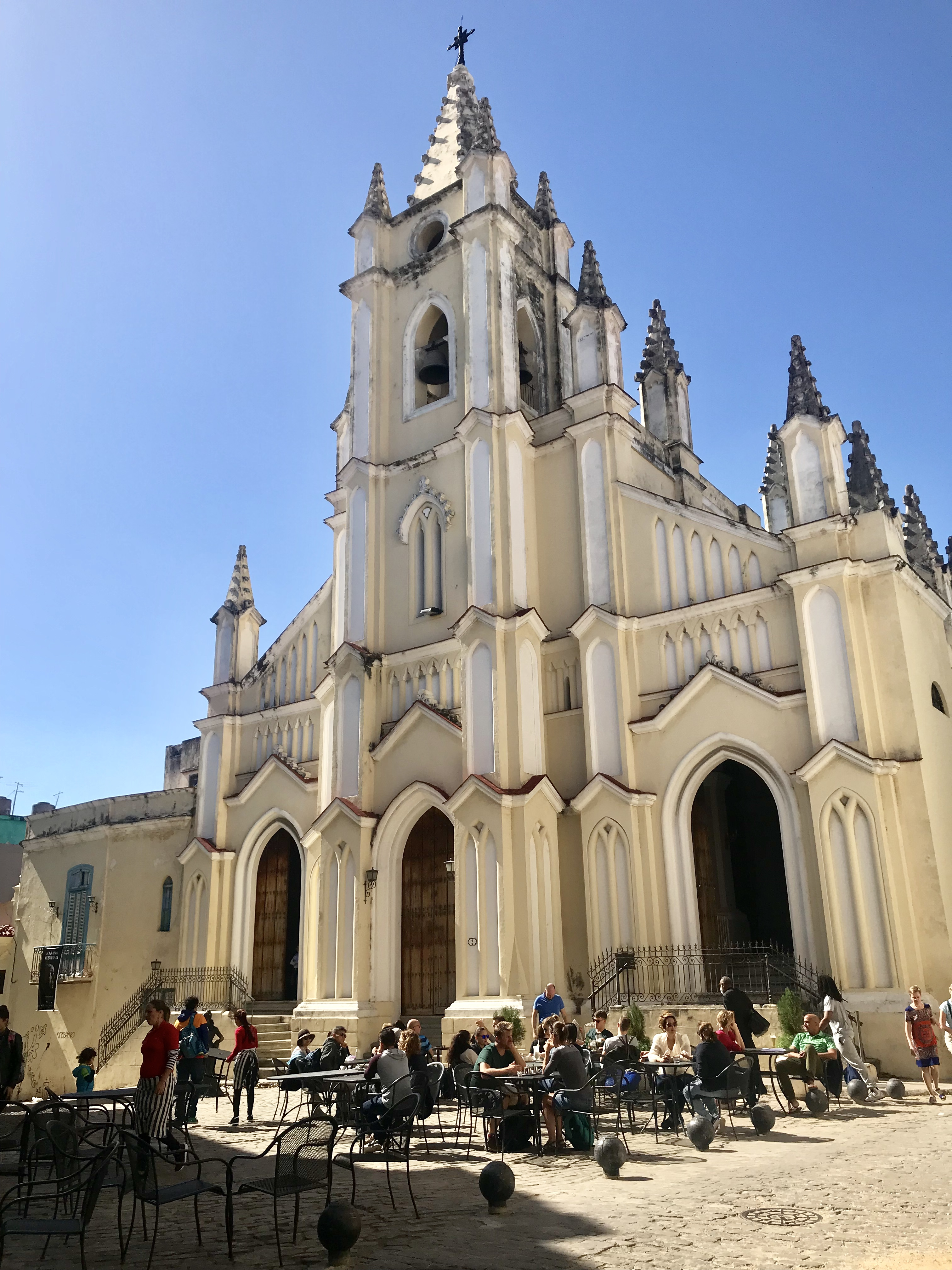
La façade de l'église.

Pour les articles homonymes, voir Église des Saints-Anges-Gardiens.
L'église du Saint-Ange-Gardien de La Havane, (espagnol : Iglesia del Santo Ángel Custodio de La Habana) est une église catholique située dans la municipalité de La Habana Vieja, au cœur de La Havane à Cuba. Connue pour sa riche histoire, son architecture distinctive et son impact culturel significatif, cette église est l'un des monuments les plus importants de la ville.
Elle est bâtie sur une colline appelée Peña Pobre (Rocher pauvre), puis Loma del Angel (colline de l’Ange),.

## Histoire
L'église du Saint Ange Gardien a été fondée en 1689 par des moines franciscains. À l'origine, il s'agissait d'une modeste chapelle en bois qui desservait les habitants du village nouvellement fondé de San Cristóbal de La Habana. En 1695, en raison de la croissance de la population et de la nécessité d'une structure plus durable, la construction d'une église plus grande et plus solide a commencé. Cette nouvelle église, construite avec des matériaux plus résistants comme la pierre, fut achevée et consacrée en 1689, et dédiée au Saint Ange Gardien, le saint patron de la paroisse.
Au cours du XVIIIe siècle, l'église a été agrandie et embellie par des éléments baroques. En 1760, un clocher a été érigé, qui est devenu un point de repère pour les marins approchant du port de La Havane (es). En 1793, l'église fut à nouveau agrandie, avec l'ajout d'une nef latérale et la réforme de l'autel principal.
Au XIXe siècle, l'église subit de nouvelles transformations, cette fois d'influence néogothique. En 1820, une coupole a été ajoutée au-dessus du transept et, en 1830, la façade principale a été complétée par un style néoclassique.
En 1704, la tour a été construite et en 1720, l'évêque asturien Jerónimo de Nosti y Valdés1 a placé un système de voûte en pierre sur l'espace du toit correspondant au maître-autel, situé à l'arrière de l'église.
En 1828, la tour fut frappée par la foudre et, comme elle avait été endommagée à trois autres reprises, notamment par un ouragan en 1846, sa façade et son arrière furent démolis en 1848,.
Sa reconstruction a commencé en 1866 par l'évêque Jacinto María Martínez, qui a remplacé le style baroque par le style néogothique.
Au cours du XXe siècle, l'église du Saint-Ange-Gardien est restée un centre vital de la communauté, résistant aux ravages du temps et aux changements politiques qui ont affecté Cuba.
L'église est mentionnée dans le roman Cecilia Valdés (es) de Cirilo Villaverde (es), l'une des œuvres les plus importantes de la littérature cubaine. Publié pour la première fois en 1839 et révisé en 1882, Cecilia Valdés décrit la vie à La Havane au XIXe siècle, et l'église est un élément clé de l'intrigue.